# La Légende d'Hercule
Pour les articles homonymes, voir Hercule (homonymie).
Pour plus de détails, voir Fiche technique et Distribution.
La Légende d'Hercule (The Legend of Hercules) est un péplum fantastique américain réalisé par Renny Harlin, sorti en 2014.
Le film est un échec critique et commercial, contrairement au « projet concurrent » Hercule de Brett Ratner, sorti quelques mois plus tard.

## Synopsis
Amphitryon, roi de Thèbes, marié à la reine Alcmène, devient de plus en plus violent et sauvage. Alcmène ne ressent plus rien pour son époux et va prier auprès de la déesse Héra. Celle-ci sort de sa représentation et informe Alcmène que bientôt, Zeus et cette dernière auront un enfant qui s'appellera Hercule. Quelques jours plus tard, Zeus descend de l'Olympe, mais ne prend pas la forme humaine : il est invisible. Le rapport sexuel que Zeus et Alcmène ont ensemble est découvert par Amphitryon. Ce dernier veut alors condamner Alcmène à mort, mais il ne peut pas. Neuf mois plus tard, Alcmène accouche. Amphitryon, sachant que cet enfant n'est pas de lui, l'appelle Alcide. Il informe sa femme que cet enfant n'aura jamais sa place sur le trône et qu'Iphiclès, leur fils légitime, sera son seul et unique héritier. Vingt ans plus tard, Hercule tombe amoureux de la princesse de Crète, Hébé. Amphitryon décide cependant d'offrir Hébé à Iphiclès. Alcide est alors envoyé en exil puis vendu comme esclave. Alcmène va ensuite lui révéler sa véritable identité et son vrai nom, Hercule. Avec l'aide de son compagnon d'armes Sotiris, Hercule va affronter Amphitryon pour retrouver Hébé.

## Fiche technique
Sauf indication contraire, les informations mentionnées dans cette section peuvent être confirmées par la base de données cinématographiques IMDb,  présente dans la section « Liens externes ».
- Titre original : The Legend of Hercules
- Titre français : La Légende d'Hercule
- Réalisation : Renny Harlin
- Scénario : Sean Hood et Daniel Giat
- Direction artistique : Luca Tranchino
- Décors : Sonya Savova
- Costumes : Sonoo Mishra
- Photographie : Sam McCurdy
- Montage : Vincent Tabaillon
- Musique : Tuomas Kantelinen
- Production : Boaz Davidson, Danny Dimbort, Joe Gatta, Renny Harlin, Avi Lerner, Danny Lerner, Trevor Short et Les Weldon
- Société de production : Millennium Films
- Sociétés de distribution : Metropolitan Filmexport (France), Summit Entertainment (États-Unis)
- Budget : 70 millions de dollars américains[1],[2]
- Pays d’origine :  États-Unis
- Langue originale : anglais
- Format : couleur - 35 mm - 2,35:1 - 3D - son Dolby numérique
- Genre : péplum fantastique
- Durée : 99 minutes
- Dates de sortie : 
  -  Hong Kong : 9 janvier 2014
  -  États-Unis : 10 janvier 2014
  -  France : 19 mars 2014

## Distribution
- Kellan Lutz (VF : Stéphane Pouplard) : Hercule
- Roxanne McKee (VF : Margot Faure) : la reine Alcmène
- Liam McIntyre (VF : Adrien Antoine) : Sotiris
- Liam Garrigan (VF : Arnaud Arbessier) : Iphiclès
- Gaia Weiss (VF : elle-même) : Hébé
- Johnathon Schaech (VF : Damien Boisseau) : Tarak
- Scott Adkins (VF :  Loïc Houdré) : le roi Amphitryon
- Kenneth Cranham (VF : Vincent Grass) : Lucius
- Mariah Gail (VF : Carole Gioan) : Kakia
- Rade Šerbedžija (VF : Patrick Raynal) : Chiron
- Richard Reid : Archer
- Sarai Givaty : Saphirra
- Spencer Wilding : Humbaba
- Luke Newberry : Agamemnon
- Jukka Hildén : Créon (coupé au montage[3])

Source et légende : Version française (VF) sur AlloDoublage

## Production
Le réalisateur Renny Harlin voulait depuis très longtemps faire un film sur la mythologie grecque : « Lorsque j’étais petit, je m’intéressais beaucoup à l’Histoire, en particulier à celle de la Grèce antique. J’étais tellement fasciné par la mythologie qu’en cours d’Histoire je dessinais tout ce qui avait trait à cette période, qu’il s’agisse des armes qu’ils utilisaient ou des détails de l’architecture ». Il explique par ailleurs avoir voulu présenter différemment le personnage d'Hercule : « Le public se représente Hercule comme un surhomme doté d’une force colossale, mais nous voulions nous éloigner de cette image pour mettre en scène un jeune homme aux prises avec son identité. L’histoire d’amour qui se trouve au cœur du film permet en outre de découvrir sa profonde humanité ».
Le film s'intitule initialement Hercules: The Legend Begins.
Le tournage a lieu de mai à juillet 2013, à Sofia en Bulgarie, notamment dans les Nu Boyana Film Studios.

## Accueil

### Critique
Le film reçoit des critiques négatives. Sur l'agrégateur américain Rotten Tomatoes, il récolte seulement 4 % d'opinions favorables pour 81 critiques et une note moyenne de 2,36⁄10. Sur Metacritic, il obtient une note moyenne de 22⁄100 pour 19 critiques.
En France, le site Allociné propose une note moyenne de 1,8⁄5 à partir de l'interprétation de critiques provenant de 9 titres de presse.

### Box-office
Le film est un flop au box-office : il ne rapporte qu'un peu plus de 60 millions dans le monde, pour un budget de production d'environ 70 millions de dollars. À titre de comparaison, le film concurrent Hercule de Brett Ratner, sorti quelques mois plus tard, enregistrera plus de 244 millions de dollars de recettes mondiales (pour un budget de 100 millions).
| Pays ou région    | Box-office      | Date d'arrêt du box-office | Nombre de semaines |
| ----------------- | --------------- | -------------------------- | ------------------ |
| États-Unis Canada | 18 848 538 $    | 13 mars 2014               | 9                  |
| France            | 235 853 entrées |                            |                    |
| Total mondial     | 61 279 452 $    | -                          | -                  |

## Distinctions
Source : Internet Movie Database

### Récompense
- Young Hollywood Awards 2014 : prix « Super Superhero » pour Kellan Lutz

### Nominations
- Razzie Awards 2015 : pire film, pire acteur pour Kellan Lutz, pire actrice pour Gaia Weiss, pire réalisateur pour Renny Harlin, pire préquelle, remake, plagiat ou suite et pire combinaison à l’écran pour Kellan Lutz et aux choix ses abdos, ses pecs ou ses fesses
- Teen Choice Awards 2014 : meilleur acteur d'un film d'action ou aventure pour Kellan Lutz